# Suchoj Superjet 100

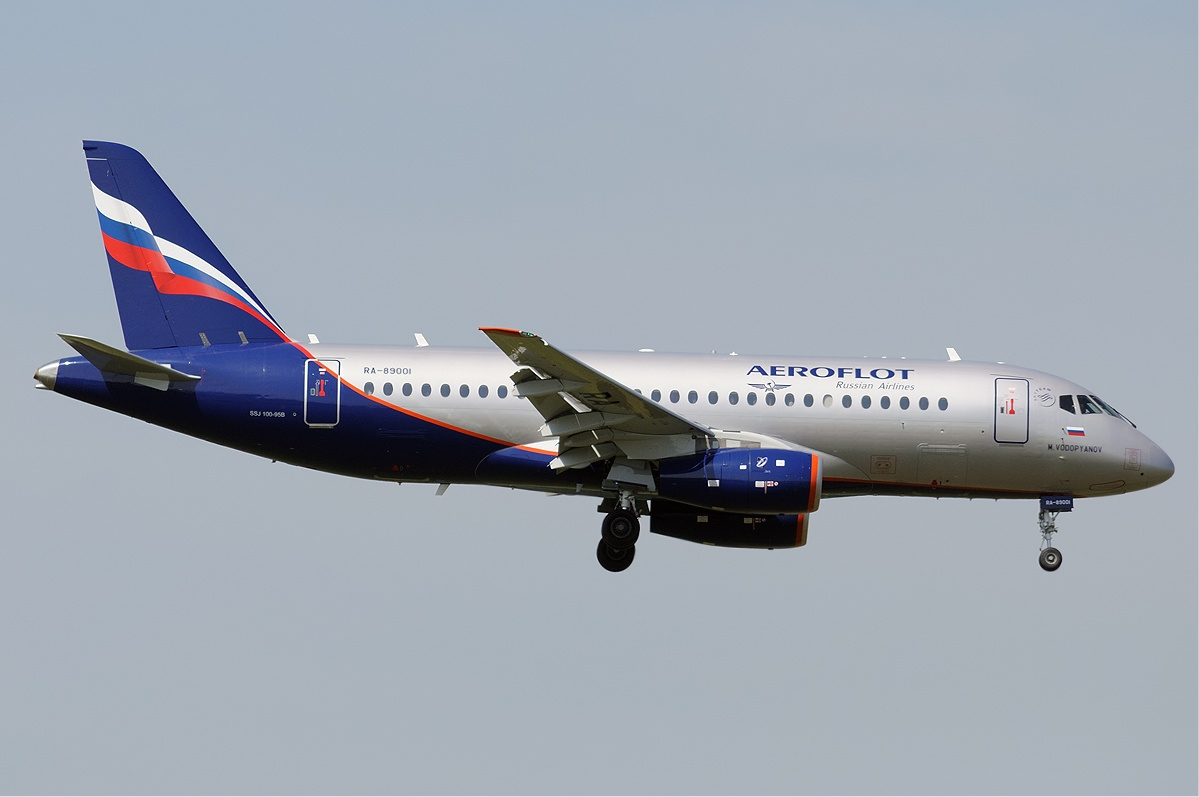
Suchoj Superjet 100 linii Aerofłot

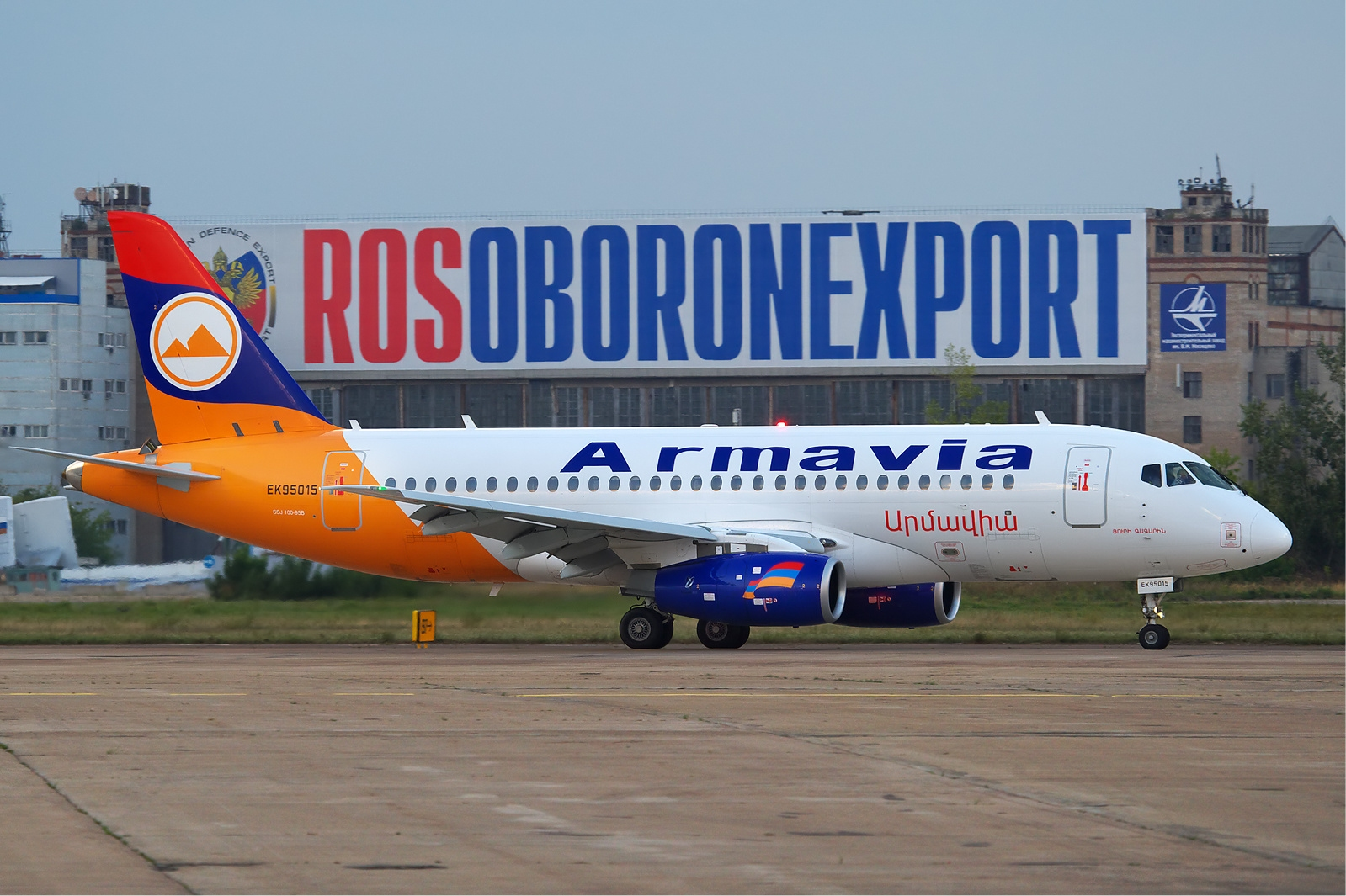
Suchoj Superjet 100 linii Armavia

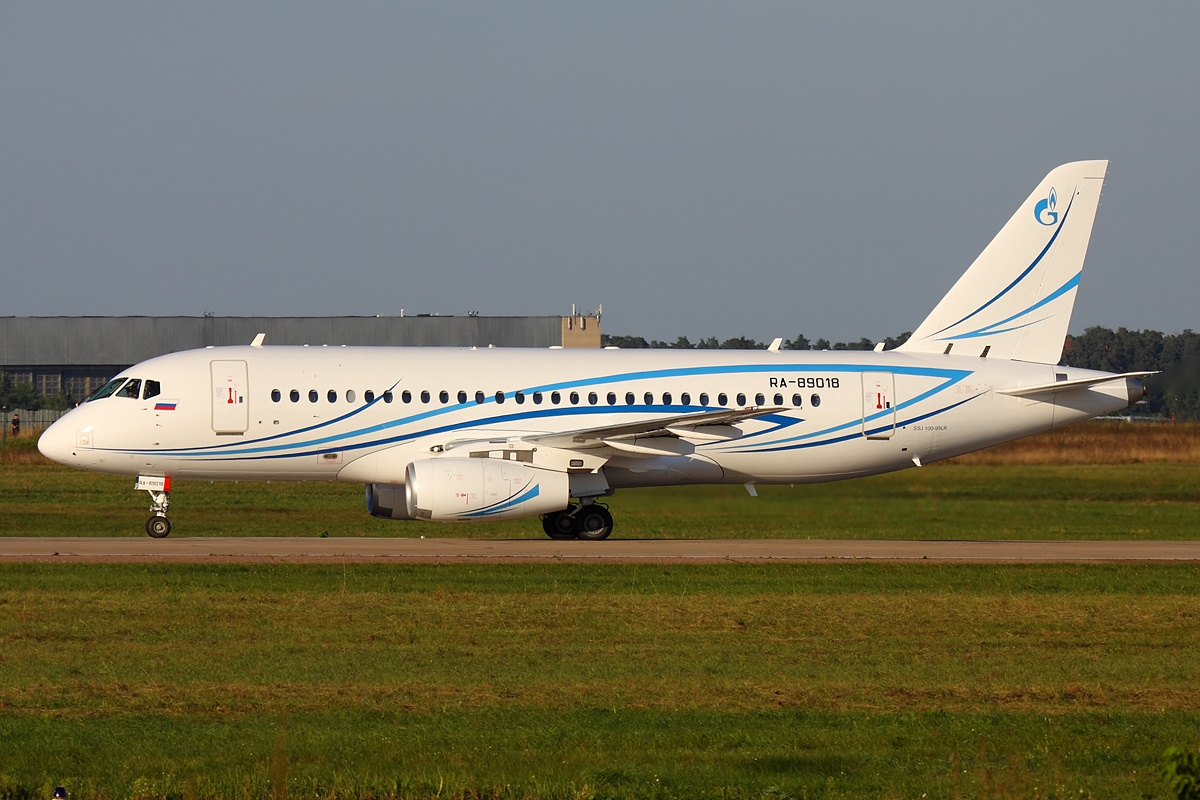
Suchoj SuperJet 100-95LR linii Gazpromavia

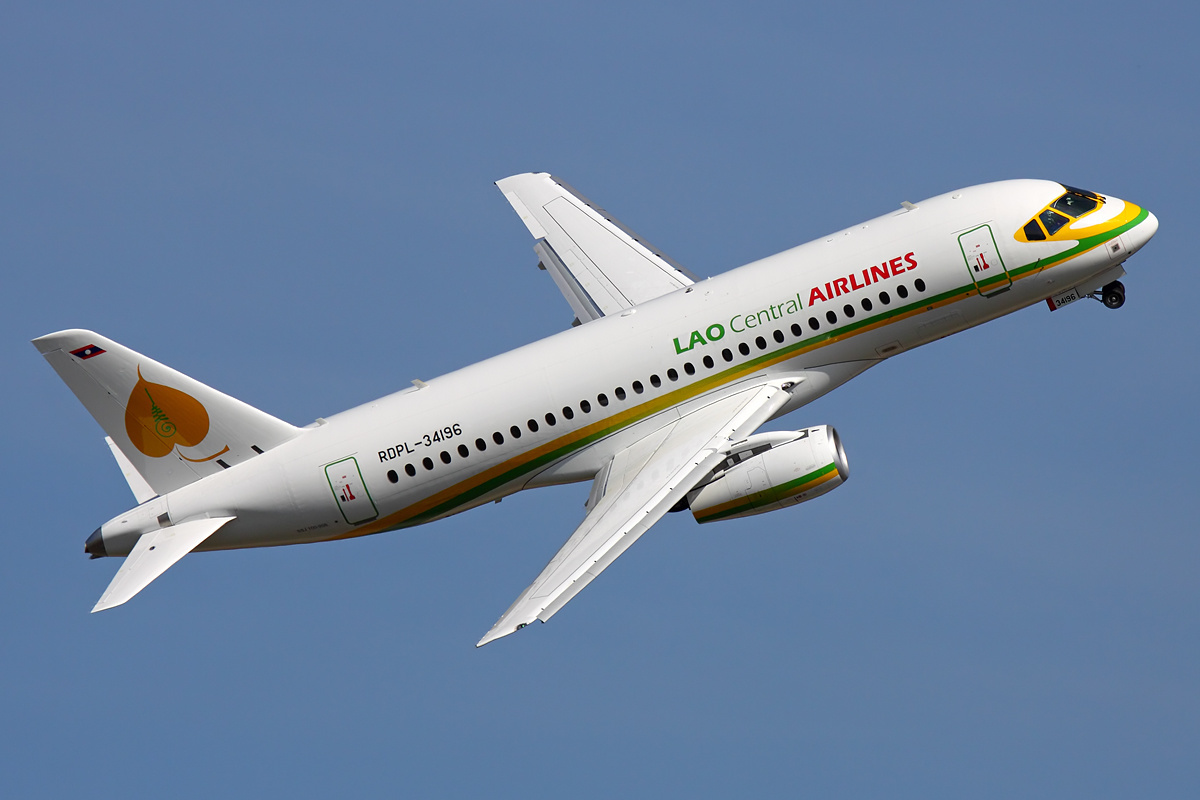
Suchoj Superjet 100-95 w malowaniu laotańskich linii lotniczych

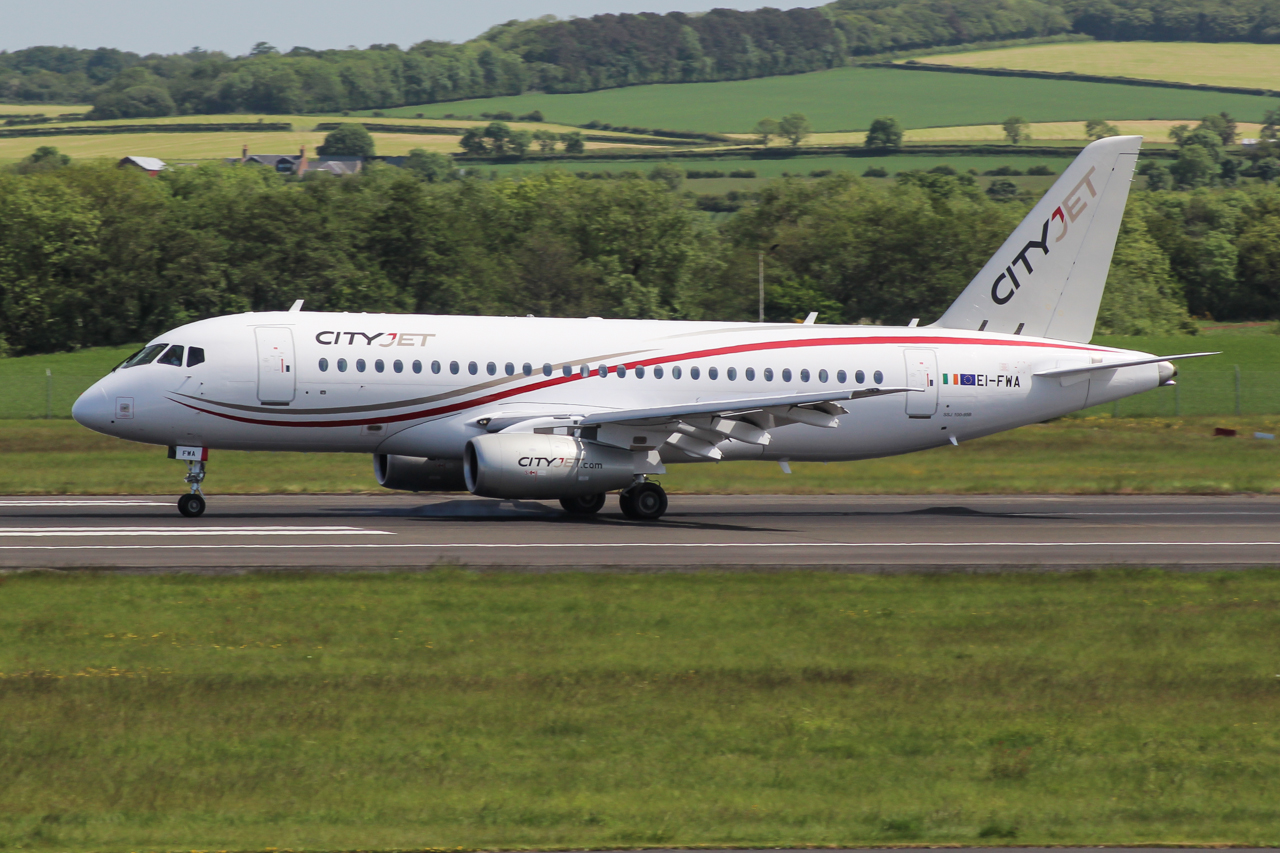
Suchoj Superjet 100 irlandzkich linii CityJet

Suchoj Superjet 100 (Sukhoi Superjet, SSJ, wcześniej RRJ, Russian Regional Jet) – regionalny rosyjski samolot pasażerski wąskokadłubowy.

## Historia
Samolot został stworzony przez rosyjskie przedsiębiorstwo Suchoj, Biuro Konstrukcyjne Jakowlewa i Kompleks Lotniczy Iljuszyna, z udziałem marketingowym Boeing. Awionika samolotu pochodzi z Thales, układy sterujące z Liebherr, a silniki od PowerJet. Montaż maszyn jest wykonywany w zakładzie w Komsomolsku nad Amurem w Federacji Rosyjskiej. Koszt zaprojektowania samolotu jest oceniany na 700 mln USD. Oblotu prototypu dokonano 19 maja 2008 r.
9 maja 2012 w Indonezji, podczas lotu pokazowego rozbiła się jedna z należących do producenta maszyn o numerze 97004. Przed wypadkiem producent planował produkcję w wysokości 60 sztuk rocznie począwszy od 2014.

## Wersje
Pierwotnie samolot miał mieć trzy wersje: RRJ-60, RRJ-75 i RRJ-95, odpowiednio dla 60, 75 i 95 pasażerów, jednak ostatecznie zrezygnowano z wersji RRJ-60. Plany obejmują maszyny SSJ 100-75 i 95, z tym że mniejszy wariant ma być wprowadzony do produkcji później. Przewidywana jest też wersja SSJ 100-110 dla 110 pasażerów, co ma być maksymalną pojemnością tego samolotu zgodnie z porozumieniem przedsiębiorstw Suchoj i Boeing mającym na celu uniknięcie konkurencji.
Rodzina SSJ została zaprojektowana na zasadzie maksymalnej standaryzacji zespołów konstrukcyjnych i systemów pokładowych. Samoloty projektowo spełniają wymagania lotnicze Rosji, Wspólnoty Niepodległych Państw, krajów zachodnich oraz standardów lotniczych AP-25, FAR-25, JAR-25, a także poziomu hałasu według standardów ICAO rozdział 4 oraz FAR 36 wprowadzonych w 2006.

## Dane handlowe
Samolot ma konkurować z takimi samolotami jak Antonow An-148, Embraer E-Jets i Airbus A220. Według informacji producenta, SSJ ma kosztować prawie 28 mln $ (około 20% mniej niż wymienione konstrukcje konkurencyjne), a koszty eksploatacyjne mają być niższe o około 15% niż u konkurencji. Prasa fachowa zwraca jednak uwagę na lepszą obsługę posprzedażową i większą sieć serwisową konkurentów niż Suchoj.

## Debiut
28 stycznia 2007 pierwszy kompletny SSJ został przewieziony w Antonowie 124 z Komsomolska nad Amurem do miejscowości Żukowskij pod Moskwą na testy naziemne w Żukowskim Centralnym Instytucie Aerohydrodynamiki. Pierwszy egzemplarz doświadczalny dla oblatywania zaprezentowano 26 września 2007 w Komsomolsku. Pierwszy lot komercyjny odbył się 21 kwietnia 2011, w barwach Armavii, z Erywania do Moskwy.

## Katastrofy i wypadki
- Katastrofa samolotu Suchoj Superjet 100 w Indonezji – 9 maja 2012 roku w okolicach Dżakarty w Indonezji, podczas lotu pokazowego mającego przekonać potencjalnych nabywców, którzy podróżowali podczas rejsu o godzinie 14:12, 21 minut po starcie, samolot SSJ 100 o numerze rejestracyjnym 97004, należący do biura konstrukcyjnego Suchoj zniknął z radarów. Została wszczęta akcja ratunkowa, którą trzeba było przerwać z powodu niekorzystnych warunków pogodowych. Początkowo spekulowano odnośnie do możliwych przyczyn braku kontaktu z załogą, telefony komórkowe pasażerów były aktywne, ale nikt ich nie odbierał, co sugerowało porwanie lub wodowanie. 10 maja 2012 wznowiono poszukiwania, w wyniku których, na wysokości około 1800 metrów na zboczu wulkanu Salak na południe od Dżakarty, załogi helikopterów ratunkowych dostrzegły szczątki samolotu. W katastrofie zginęło 45 osób[8].

Suchoj poinformował, że zaginiony samolot od pierwszego lotu w 2009 roku wykonał ponad 500 cykli oraz nalot 800 godzin. Kapitanem był doświadczony pilot testowy Suchoja, Aleksandr Jabłoncew (nalot 10000 godzin).
Końcowy raport indonezyjskiej komisji (z dnia 18 grudnia 2012) wykazał, że wypadek został spowodowany przez członków załogi, która zignorowała ostrzeżenie „terrain ahead”, które uznała za wynik błędnego wprowadzenia parametrów do bazy danych. Załoga wyłączyła system ostrzegania, nie zdając sobie sprawy z bliskości góry Salak. W momencie uderzenia w zbocze załoga, łącznie z kapitanem, była pochłonięta rozmowami z potencjalnymi klientami.
- 21 lipca 2013 wykonujący lot treningowy Superjet doznał uszkodzenia podwozia, które nie wysunęło się, i musiał lądować na brzuchu na lotnisku Keflavík na Islandii. Samolot został poważnie uszkodzony; spośród pięciu osób załogi jedna została lekko ranna[10].

- 10 października 2018 samolot SSJ100 linii Yakutia Airlines ześlizgnął się z pasa na lotnisku w Jakucku i zniszczył podwozie.  91 pasażerów i pięciu członków załogi bezpiecznie ewakuowano, nikt nie odniósł poważniejszych obrażeń. Przyczyną wypadku był zły stan nawierzchni lotniska wskutek niskiej temperatury i opadów śniegu oraz trwających na pasie prac remontowych. Samolot po wypadku nie nadawał się do naprawy i został wycofany ze służby[11].

- Katastrofa lotu Aerofłot 1492 – 5 maja 2019 samolot Superjet 100 linii Aerofłot, wykonujący lot nr SU1492 z Moskwy do Murmańska, po ogłoszeniu alarmu zawrócił na lotnisko Szeremietiewo w Moskwie i awaryjnie wylądował. Samolot w trakcie lądowania był objęty pożarem. 41 osób zginęło, było też kilku rannych[12].

## Pierwsze zamówienia i dostawy
Rosyjska linia lotnicza S7 Airlines jako pierwsza złożyła zamówienie na 50 egzemplarzy samolotu SuperJet 100-95 i dodatkowo 20 opcji na ten sam model, lecz wycofała je później, uzasadniając zmianę zdania tym, że zmienione dane techniczne samolotu nie odpowiadają jej potrzebom. Indonezyjskie linie lotnicze rozważały kupno w 2007. Przekonać do zakupu miał pokaz możliwości SuperJeta 100 9 maja w Indonezji. Linia Alliance Air z Indii także wyraziła zainteresowanie samolotem SSJ-100 i jest w trakcie zaawansowanych negocjacji zakupowych. Armeńska linia lotnicza Armavia podpisała 14 września 2007 porozumienie w sprawie kupna 4 egzemplarzy samolotu Suchoj SuperJet 100 do obsługi tras regionalnych. Pierwszy z zamówionych samolotów dostarczono 19 kwietnia 2011. W październiku 2015 roku irlandzkie linie lotnicze CityJet podpisały umowę w sprawie zakupu 15 samolotów komunikacji regionalnej Suchoj Superjet 100 z opcją na 10 kolejnych.

## Użytkownicy
Użytkownicy cywilni na dzień 5 kwietnia 2017 roku:
| Operator         | Liczba |
| ---------------- | ------ |
| Aerofłot         | 30     |
| Centre-South     | 3      |
| CityJet          | 4      |
| Gazpromavia      | 10     |
| Interjet         | 22     |
| IrAero           | 5      |
| Rosoboronexport  | 1      |
| Rossija          | 2      |
| Yakutia Airlines | 5      |
| Yamal Airlines   | 9      |
| Łącznie          | 91     |

Użytkownicy rządowi i wojskowi na dzień 26 września 2016 roku:
| Operator                                                      | Liczba |
| ------------------------------------------------------------- | ------ |
| Ministerstwo Spraw Wewnętrznych Federacji Rosyjskiej          | 1      |
| Ministerstwo ds. Sytuacji Nadzwyczajnych Federacji Rosyjskiej | 2      |
| Łącznie                                                       | 3      |